# Apneničarstvo
Apneničarstvo je nekdaj predstavljalo pomembno vrsto domače obrti. Razvito je bilo na področjih, kjer je bil pogost apnenec. Naloga apneničarjev je bila, da so žgali ali kuhali apno, ki so ga potrebovali v velikih količinah v gradbeništvu, strojarstvu, usnjarstvu, beljenju, ... pa tudi pri razkuževanju, gnojenju, konzerviranju jajc, itd. Prve apnenice so bile lesene in so bile zelo podobne velikim košem. Slednje so iz notranje strani obložili z ilovico in v njih kurili kamenje. Kasneje so postavljali tudi zidane apnenice.